# Heliura viridicingulata
Heliura viridicingulata là một loài bướm đêm thuộc phân họ Arctiinae, họ Erebidae.